# Wicon

Herb Wicon I

Herb Wicon II

Wicon (Vicon, Vitzahn, Witczech, Witson, Witzon, Wicon-Gostkowski, Witson-Gostkowski, Witson-Gustkowski, Witzon-Gustkowski, Szorfas odmienny) – kaszubski herb szlachecki.

## Opis herbu
Opis z wykorzystaniem zasad blazonowania, zaproponowanych przez Alfreda Znamierowskiego:
Wicon I (Vicon, Vitzahn, Witczech, Witson, Witzon, Wicon-Gostkowski, Witson-Gostkowski, Witson-Gustkowski, Witzon-Gustkowski, Szorfas odmienny): W polu czerwonym dwa miecze srebrne na opak, w krzyż skośny, nad którymi półksiężyc z twarzą srebrny, a nad nim gwiazda złota. Klejnot: nad hełmem w koronie róża czerwona na łodydze zielonej z kolcami i trzema listkami; dwoma z prawej, jednym z lewej. Labry: czerwone, podbite srebrem.
Wicon II (Witson, Witzon, Gostkowski odmienny, Drzewica odmienny, Skórka odmienny): Sama tarcza przykryta koroną. W polu srebrnym półksiężyc z twarzą złoty między dwiema takimiż gwiazdami w słup.

## Najwcześniejsze wzmianki
Herb w wariancie I znany z herbarzy Ledebura (Adelslexikon der preussichen Monarchie von...), Nowego Siebmachera oraz Żernickiego (Der polnische Adel). Wariant II podają Siebmacher i Żernicki a ponadto Cramer (Geschichte der Lande Lauenberg und Bütow).

## Rodzina Wiconów
Prawie nieznana rodzina szlachecka, biorąca nazwisko od imienia Więcesław lub Wincenty. Pierwsza wzmianka z 1559 (Peter Fiton na najmniejszym dziale w Gostkówku). Następne wzmianki z lat 1603 (Matthias Vitzen), 1607 (Michell Vitzon), 1621 (Wiconowie), 1658 (Matthias Vitzowen), 1715 (Thomas Witczon z dwoma synami), 1736 (Laurentius Vicon). Kilku członków rodu piastowało pomniejsze funkcje w regionie. Zaliczają się tutaj:
- Marcin Ludwik Wicon (zm. 1774), ławnik sądu ziemskiego od 1764, radca Trybunału od 1769, zdymisjonowany w 1771 z powodu choroby psychicznej (mania prześladowcza),
- Paweł Wawrzyniec Wicon, brat poprzedniego, porucznik (1777) i kapitan (1784) armii pruskiej.

Ojciec dwóch wyżej wymienionych nosił odmiejscowe, podwójne nazwisko Witzon-Gustkowski. Być może członkiem rodu był Wojciech Wiconowski (1724-1804), ksiądz, proboszcz w Stężycy. Wiconowie utracili swój dział w Gostkówku w 1779, wykupił go kapitan Lorenz Friedrich von Pirch. Od XVIII wieku ród uważany za wygasły, chociaż niewykluczone, że spadł po prostu do rangi chłopstwa. Wiconowie mogą być wspólnego pochodzenia z Wyczechowskimi herbu Szorfas. Przemawiają za tym podobieństwo herbu i nazwiska.

## Herbowni
Wicon (Fiton, Vitz, Vitzahn, Vitzhen, Vitzon, Vitzow, Vizahn, Wiczonke, Witczech, Witczek, Witson, Witzahn, Witzon, być może Wiconowski) także z przydomkiem Gostkowski (Gustkowski).